# Legnickie Pole (gmina)
Pour la localité, voir Legnickie Pole.
Legnickie Pole est une gmina rurale du powiat de Legnica, Basse-Silésie, dans le sud-ouest de la Pologne. Son siège est le village de Legnickie Pole, qui se situe environ 10 km au sud-est de Legnica, et 56 km à l'ouest de la capitale régionale Wrocław.
La gmina couvre une superficie de 85,37 km2 pour une population de 4 955 habitants.

## Géographie
La gmina est bordée par la ville de Legnica et les gminy de Krotoszyce, Kunice, Męcinka, Mściwojów, Ruja et Wądroże Wielkie.
La gmina contient les villages de Bartoszów, Biskupice, Czarnków, Gniewomierz, Kłębanowice, Koiszków, Koskowice, Księginice, Legnickie Pole, Lubień, Mąkolice, Mikołajowice, Nowa Wieś Legnicka, Ogonowice, Psary, Raczkowa, Strachowice et Taczalin.